# كريس بول

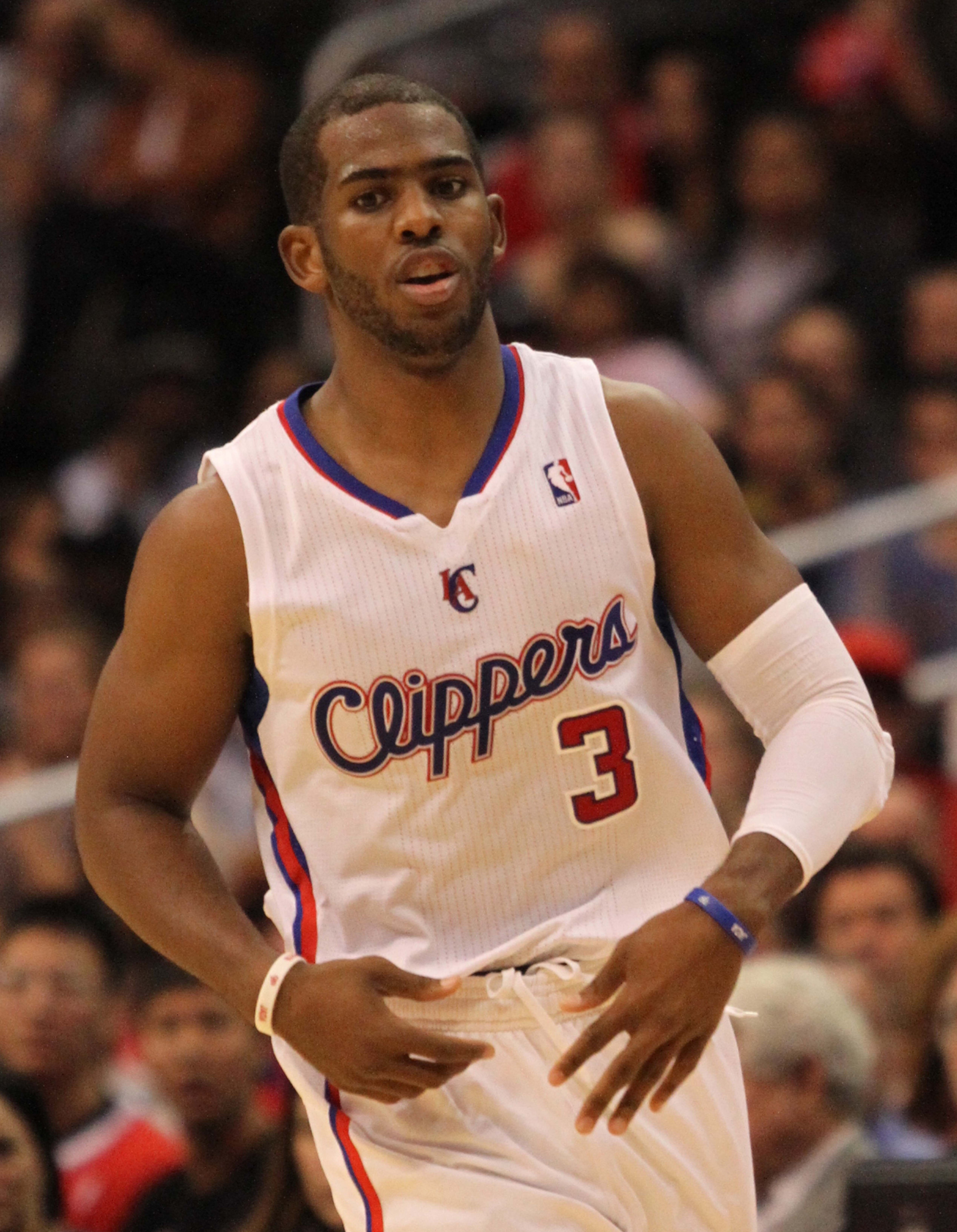
كريس بول

كريس بول (بالإنجليزية Chris Paul) المولود في 6 مايو/أيار 1985 في فورسايت كاونتي، كارولاينا الشمالية، واسمه بالولادة Christopher Emmanuel Paul هو لاعب كرة سلة محترف يبلغ طوله متر و83 سنتيمتر ويلعب كـ Point Guard في فريق فينكس صنز  في الرابطة الوطنية لكرة السلة (NBA).
لعب كريس بول في 	West Forsyth High School وبعد تخرجه، لعب سنتين في وايك فوريست (Wake Forest) ليلتحق بدوري المحترفين الـNBA عام 2005 وهو في عمر العشرين، ولعب لستة مواسم كاملة مع نيوأورليانز هورنتس بعد أن اختاره فريق الهورنتس بالـdraft في الدورة الأولى، الرابع في اللائحة.
وبعد ستة مواسم، انتقل يلعب في لوس أنجلوس كليبرز ابتداء من 2011 لابسا الرقم 3 وهو معروق بلقب CP3.
ثم لعب موسمين في هيوستن روكيتس، تم ذهب إلى اوكلاهوما سيتي ثندر
مثل الولايات المتحدة في بطولة العالم في السلة عام 2008 وحاز مع الفريق على اللقب العالمي.
يظل مهتما بالمشاريع الخيرية عبر مؤسسته CP3 Foundation.

## وصلات خارجية

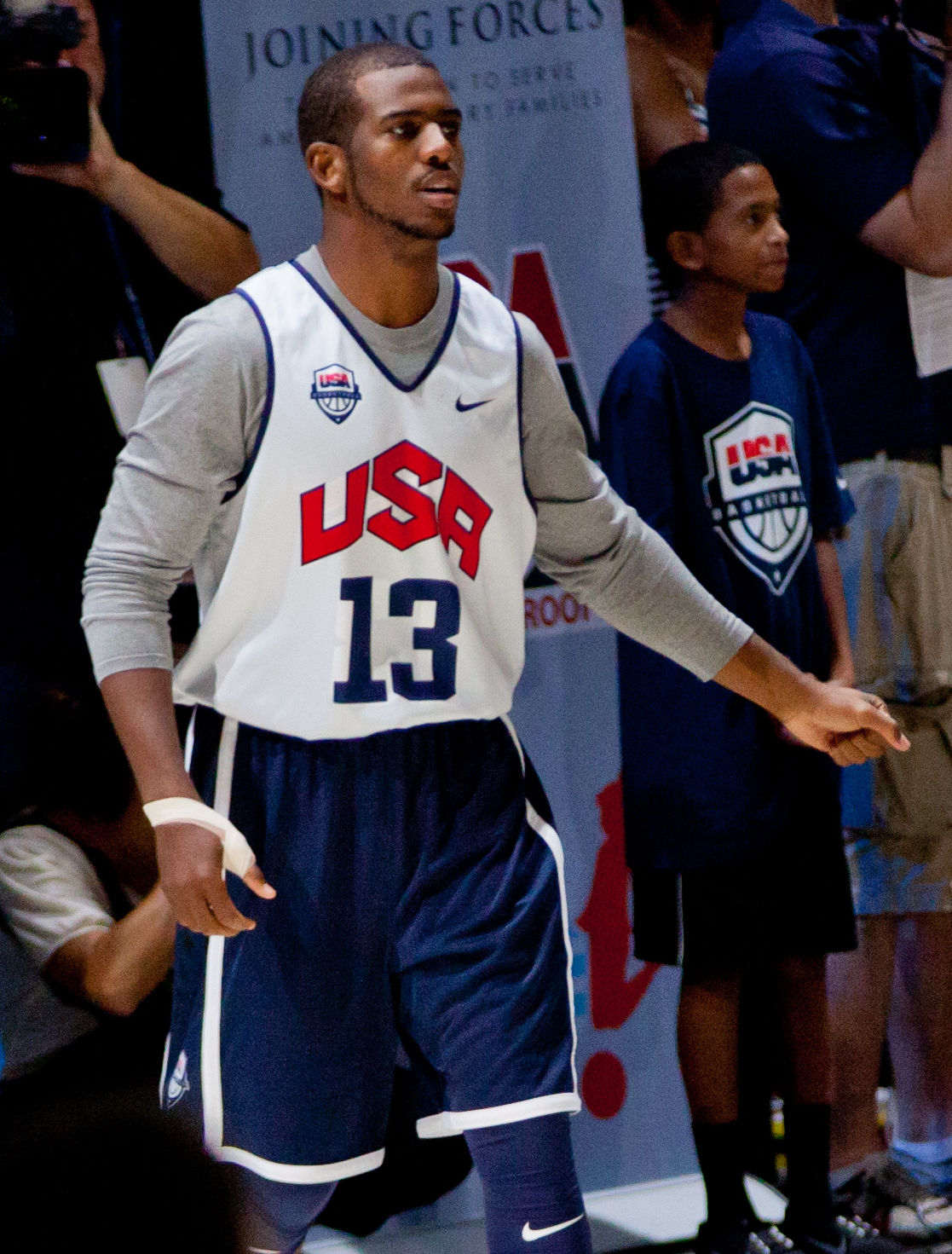
Chris Paul

- كريس بول على موقع IMDb (الإنجليزية)
- كريس بول على موقع الموسوعة البريطانية (الإنجليزية)
- كريس بول على موقع إن إن دي بي (الإنجليزية)
- كريس بول على موقع قاعدة بيانات الفيلم (الإنجليزية)
- كريس بول على موقع الاتحاد الدولي لكرة السلة (الإنجليزية)
- كريس بول على موقع إن بي أي (الإنجليزية)
- كريس بول على موقع سبورتس رفرنس (الإنجليزية)
- كريس بول على موقع كرة السلة الأوروبية.كوم (الإنجليزية)
- كريس بول على موقع إي إس بي إن.كوم (الإنجليزية)
- كريس بول على موقع كلية كرة السلة في سبورتس رفرنس.كوم (الإنجليزية)
- كريس بول على موقع ريلجم (الإنجليزية)
- كريس بول على موقع بروبوليرز (الإنجليزية)
- كريس بول على موقع سبورتس رفرنس (الإنجليزية)
- كريس بول على موقع أوليمبيديا (الإنجليزية)

- الموقع الرسمي ChrisPaul3.com
- موقع مؤسسته الخيرية CP3 Chris Paul Foundation